# Money (utwór Pink Floyd)
Money – utwór brytyjskiego zespołu rockowego Pink Floyd napisany przez basistę Rogera Watersa. „Money” (z ang. pieniądze) jest szóstą z kolei piosenką na płycie The Dark Side of the Moon.
Tekst mówi o ludzkiej zachłanności i jej skutkach. Utwór utrzymany jest w klimacie jazzowo-rockowym, oprócz członków zespołu występuje tu również saksofonista, Dick Parry. Na początku utworu usłyszeć można wmiksowany dźwięk otwierania kas i darcia papieru, stworzony przez Rogera Watersa i Nicka Masona, jest najdłuższym efektem tego typu (nie uwzględniając współczesnych, cyfrowych).
W 1981 roku, na potrzeby składanki A Collection of Great Dance Songs, David Gilmour nagrał nową wersję utworu grając na wszystkich instrumentach oprócz saksofonu – w nagraniu towarzyszył mu saksofonista Dick Parry.

## Kompozycja
Roger Waters nagrał demo tego utworu, które znacznie różniło się od ostatecznej wersji z płyty.
Utwór wyróżnia się nietypowym dla muzyki rockowej metrum 7/4. Oparty jest na bluesowej sekwencji akordów w tonacji h-moll. W środku utworu pojawia się solo na saksofonie, a następnie solo na gitarze, w czasie którego metrum zmienia się na 4/4.

## Wersja koncertowa
Po raz pierwszy utwór został wykonany 20 stycznia 1972, jednak z powodu problemów technicznych zostały odtworzone tylko rozpoczynające ten utwór efekty dźwiękowe.
„Money” jest utworem, który był najczęściej wykonywany na koncertach – 800 razy.